# Comté de Towong
Le comté de Towong est une zone d'administration locale dans le nord-est du Victoria en Australie.
Il résulte de la fusion en 1994 des parties des anciens comtés de Tallangatta et de l'Upper Murray.
Le comté comprend les villes de Corryong et Tallangatta.